# Dirtbag-Nunatak
Der Dirtbag-Nunatak (englisch dirtbag = Drecksack) ist ein 940 m hoher, an einen Gebirgskamm erinnernder Nunatak im westantarktischen Marie-Byrd-Land. Er ragt 5,5 km südsüdwestlich des Mount Manke in den Harold Byrd Mountains auf.
Der United States Geological Survey kartierte ihn anhand eigener Vermessungen und Luftaufnahmen der United States Navy aus den Jahren von 1960 bis 1963. Zwischen 1977 und 1978 besuchte eine Geologenmannschaft der Arizona State University unter der Leitung von Edmund Stump (* 1946) den Nunatak im Rahmen des United States Antarctic Research Program und nahm die Benennung vor. Diese erfolgte äquivalent zu derjenigen des Coalsack Bluff. Namensgebend sind dünne und unansehnliche Linsen aus verwittertem Glimmer und Schiefer an den Hängen des Nunatak.